# Départements français de Suisse
Pour un article plus général, voir Histoire des départements français.
Les départements français de Suisse sont d'anciens départements français constitués sur les territoires actuels de la Suisse conquis par la Première République française ou l'Empire napoléonien dans le cadre des guerres de la Révolution puis de Napoléon Ier, au cours de la période allant de 1793 à 1813.

## Trois départements français sur le territoire suisse
Un premier département est formé lors de l'annexion de la République rauracienne, république sœur de la République française, en 1793 : le département du Mont-Terrible, ayant pour chef-lieu Porrentruy. Il est supprimé en 1800 lorsque son territoire est intégré au département du Haut-Rhin.
Un deuxième département est formé lors de l'annexion de la république de Genève en 1798 : le département du Léman, ayant pour chef-lieu Genève. Il est supprimé en 1813 lorsque la république de Genève retrouve son indépendance, et celle-ci devient canton suisse en 1815.
Un troisième département est formé lors de l'annexion du Valais en 1810 : le département du Simplon, ayant pour chef-lieu Sion. Il est supprimé en 1813 et le Valais devient canton suisse en 1815.